# Ariadna natalis
Ariadna natalis är en spindelart som beskrevs av Pocock 1900. Ariadna natalis ingår i släktet Ariadna och familjen sexögonspindlar. Inga underarter finns listade i Catalogue of Life.